# Kārlis Zāle
Kārlis Zāle (né Karl Sale le 28 octobre 1888 à Mažeikiai dans l'Empire russe - aujourd'hui en Lituanie – mort le 19 février 1942 à Inčukalns en Lettonie) est un sculpteur germano-letton. Grand officier de l'Ordre des Trois Étoiles.
Après un apprentissage à Kazan en 1913, il suit une formation à l'école de la Société impériale d'encouragement des beaux-arts de Saint-Pétersbourg auprès de Hugo Saleman (1915-1917), puis entre à l'Institut technique supérieur des beaux-arts de Saint-Pétersbourg dont il est diplômé en 1920. Sous le régime soviétique, il participe au projet léninien de propagande monumentale (en), en exécutant les monuments de Nikolaï Dobrolioubov et Giuseppe Garibaldi à Saint-Pétersbourg. De retour à Riga, en 1923, il travaille la sculpture et enseigne son art à l'Académie des beaux-arts de Lettonie de 1936 à 1942. Il est célèbre pour ses sculptures monumentales telles que le Cimetière Fraternel et le Monument de la Liberté de Riga.

## Galerie

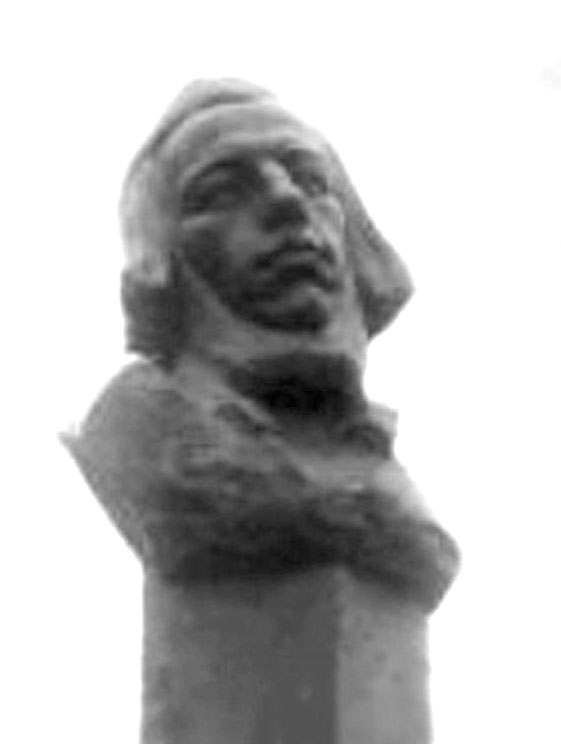
Monument de Dobrolioubov (1919).
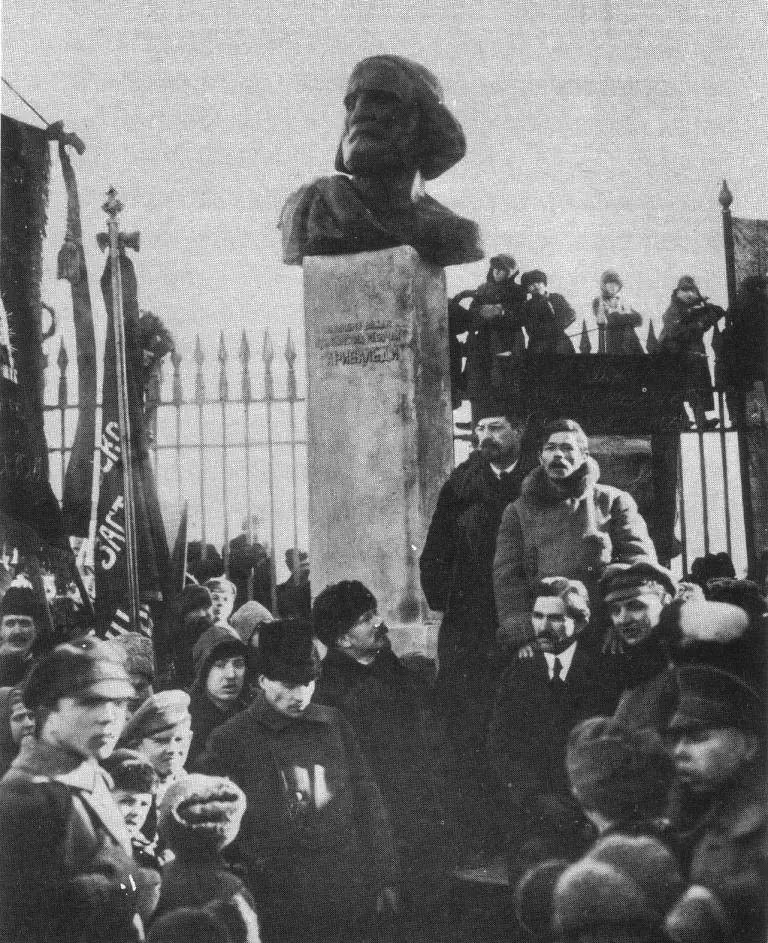
Monument de Garibaldi (1919).
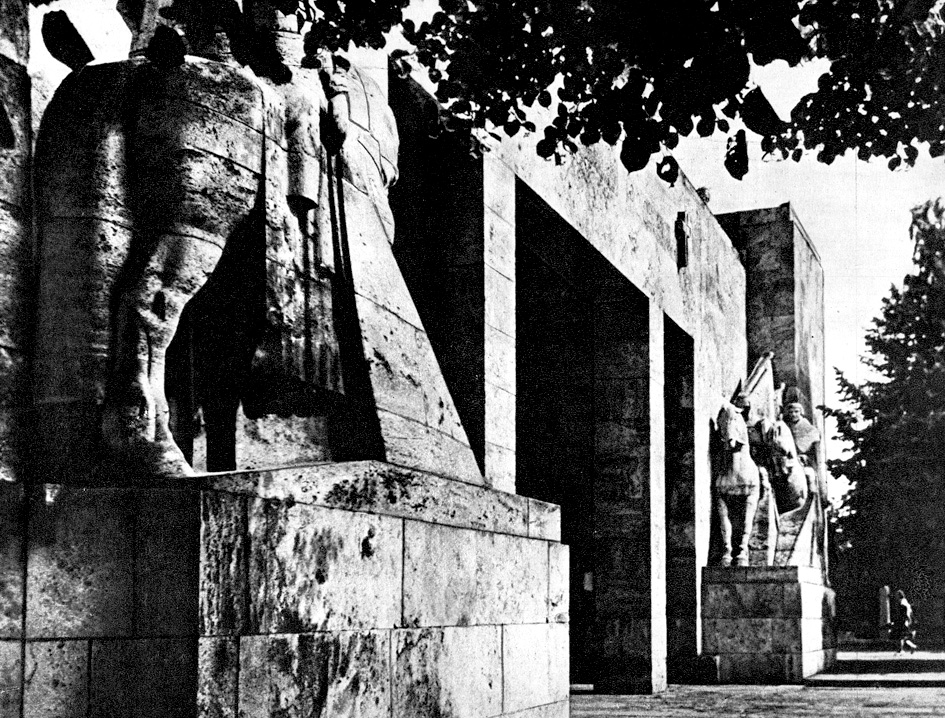
Memorial aux morts à Riga